# Triguères
Triguères és un municipi francès, situat al departament del Loiret i a la regió de Centre – Vall del Loira. L'any 2007 tenia 1.335 habitants.

## Demografia

### Població
El 2007 la població de fet de Triguères era de 1.335 persones. Hi havia 580 famílies, de les quals 184 eren unipersonals (112 homes vivint sols i 72 dones vivint soles), 216 parelles sense fills, 152 parelles amb fills i 28 famílies monoparentals amb fills.
La població ha evolucionat segons el següent gràfic:
Habitants censats

### Habitatges
El 2007 hi havia 804 habitatges, 594 eren l'habitatge principal de la família, 153 eren segones residències i 57 estaven desocupats. 751 eren cases i 45 eren apartaments. Dels 594 habitatges principals, 472 estaven ocupats pels seus propietaris, 105 estaven llogats i ocupats pels llogaters i 17 estaven cedits a títol gratuït; 8 tenien una cambra, 48 en tenien dues, 136 en tenien tres, 176 en tenien quatre i 226 en tenien cinc o més. 422 habitatges disposaven pel capbaix d'una plaça de pàrquing. A 291 habitatges hi havia un automòbil i a 255 n'hi havia dos o més.

### Piràmide de població
La piràmide de població per edats i sexe el 2009 era:
| Homes | Edats   | Dones |
| ----- | ------- | ----- |
| 0     | 95 o +  | 0     |
| 0     | 90 a 94 | 8     |
| 12    | 85 a 89 | 12    |
| 8     | 80 a 84 | 4     |
| 20    | 75 a 79 | 40    |
| 40    | 70 a 74 | 32    |
| 40    | 65 a 69 | 56    |
| 28    | 60 a 64 | 48    |
| 36    | 55 a 59 | 24    |
| 32    | 50 a 54 | 36    |
| 36    | 45 a 49 | 36    |
| 56    | 40 a 44 | 36    |
| 56    | 35 a 39 | 48    |
| 20    | 30 a 34 | 32    |
| 28    | 25 a 29 | 36    |
| 36    | 20 a 24 | 20    |
| 44    | 15 a 19 | 44    |
| 52    | 10 a 14 | 24    |
| 24    | 5 a 9   | 28    |
| 24    | 0 a 4   | 20    |

## Economia
El 2007 la població en edat de treballar era de 807 persones, 605 eren actives i 202 eren inactives. De les 605 persones actives 537 estaven ocupades (295 homes i 242 dones) i 68 estaven aturades (32 homes i 36 dones). De les 202 persones inactives 91 estaven jubilades, 43 estaven estudiant i 68 estaven classificades com a «altres inactius».

### Ingressos
El 2009 a Triguères hi havia 601 unitats fiscals que integraven 1.357 persones, la mediana anual d'ingressos fiscals per persona era de 17.479 €.

### Activitats econòmiques
Dels 57 establiments que hi havia el 2007, 2 eren d'empreses extractives, 1 d'una empresa alimentària, 2 d'empreses de fabricació d'altres productes industrials, 11 d'empreses de construcció, 12 d'empreses de comerç i reparació d'automòbils, 2 d'empreses de transport, 2 d'empreses d'hostatgeria i restauració, 1 d'una empresa d'informació i comunicació, 2 d'empreses financeres, 2 d'empreses immobiliàries, 8 d'empreses de serveis, 5 d'entitats de l'administració pública i 7 d'empreses classificades com a «altres activitats de serveis».
Dels 14 establiments de servei als particulars que hi havia el 2009, 2 eren oficines de correu, 3 tallers de reparació d'automòbils i de material agrícola, 3 paletes, 2 fusteries, 3 lampisteries i 1 perruqueria.
Dels 4 establiments comercials que hi havia el 2009, 1 era una botiga de més de 120 m², 1 una botiga de menys de 120 m², 1 una fleca i 1 una joieria.
L'any 2000 a Triguères hi havia 22 explotacions agrícoles que ocupaven un total de 1.133 hectàrees.

## Equipaments sanitaris i escolars
El 2009 hi havia 1 escola maternal integrada dins d'un grup escolar amb les comunes properes formant una escola dispersa i 1 escola elemental integrada dins d'un grup escolar amb les comunes properes formant una escola dispersa.

## Poblacions més properes
El següent diagrama mostra les poblacions més properes.